# Вёгербауэр, Штефан
Штефан Вёгербауэр (нем. Stephan Wögerbauer; род. 3 ноября 1959, Линц) — австрийский легкоатлет, специалист по спортивной ходьбе. Выступал на профессиональном уровне в 1987—2004 годах, многократный победитель первенств национального значения, действующий рекордсмен страны в дисциплинах 35 и 50 км, участник летних Олимпийских игр в Барселоне.

## Биография
Штефан Вёгербауэр родился 3 ноября 1959 года в Вене, Австрия. Занимался лёгкой атлетикой в столичном клубе ÖTB TV Alsergrund.
Входил в число сильнейших австрийских ходоков с конца 1980-х годов, становился чемпионом страны на дистанциях 20 и 50 км.
Первого серьёзного успеха на международном уровне добился в сезоне 1992 года, когда вошёл в состав австрийской сборной и выступил на соревнованиях в чешском Пршерове, где превзошёл всех соперников в зачёте ходьбы на 50 км, установив при этом ныне действующий национальный рекорд Австрии — 4:02:39. Благодаря этому успешному выступлению удостоился права защищать честь страны на летних Олимпийских играх в Барселоне — в программе 50 км показал время 4:17:25, расположившись в итоговом протоколе на 26-й строке.
В марте 1993 года на соревнованиях в венгерской Бекешчабе установил ныне действующий рекорд Австрии в ходьбе на 35 км — 2:46:37.
В 1997 году принимал участие в Кубке мира по спортивной ходьбе в Подебрадах, в дисциплине 20 км с личным рекордом 1:34:33 занял 113-е место.
В общей сложности Вёгербауэр 14 раз становился чемпионом Австрии в ходьбе на 20 км (1988, 1989, 1992—2003), 18 раз в ходьбе на 50 км (1987—2004), трижды в ходьбе на 5000 метров в помещении (1993—1995).
После завершения спортивной карьеры занимался бизнесом, создал компанию по продаже мебели и оборудования для работы Wögerbauer Athletic Solutions.